# ذياب العلي
ذياب العلي ويُكنى بأبي الفتح (وُلد في عام 1943 في قرية هراوي – تُوفي في 13 فبراير 2018) عسكري ولاجئ فلسطيني برتبة لواء. كان قائدًا لقوات الأمن الوطني الفلسطيني في الفترة 2007–2011.

## النشأة
وُلد ذياب محمد مصطفى العلي في قرية هراوي لعائلة من عرب الحمدون قرب مدينة صفد عام 1943. هاجرت عائلته إلى لبنان بعد حرب النكبة عام 1948، وسكنت في مخيم القاسمية قرب صور اللبنانية.

## الحياة العملية
انتمى إلى حركة فتح عام 1965، وشغل مواقع متقدمة في قوات العاصفة، وكان قائدًا لسرية في القطاع الأوسط في جنوب لبنان، وضابطًا في عمليات كتيبة الجرمق عام 1978. اعتقل لعدة سنوات في السجون السورية. بعد اتفاقيات أوسلو، عاد إلى الضفة الغربية وشارك في تأسيس عدد من الأجهزة الأمنية الفلسطينية. وسكن في بلدة برقين في محافظة جنين.
عُين في 1 يناير 2007 قائدًا لقوات الأمن الوطني الفلسطيني واستمر حتى تاريخ تعيينه مستشارًا عسكريًا لرئيس السلطة الوطنية الفلسطينية محمود عباس في 27 ديسمبر 2011.

## أوسمة
- في 26 ديسمبر 2011، قلد رئيس السلطة الفلسطينية محمود عباس، ذياب العلي وسام نجمة القدس العسكري.[5]

## الوفاة والدفن
تُوفي العلي في 13 فبراير 2018، وأُقيم له جنازة عسكرية من مستشفى الشهيد الدكتور خليل سليمان الحكومي في مدينة جنين، ودُفن في بلدة برقين غرب محافظة جنين.